# Recoded
Recoded, es el álbum de remezclas de Aggression Continuum publicado por Fear Factory, el 28 de octubre de 2022 a través de Nuclear Blast. El primer sencillo llegó el 2 de septiembre.
'Recoded' fue el primer álbum de remezclas de Fear Factory desde 'Remanufacture' de 1997 y coincidió con el 32º aniversario de la banda (formada oficialmente el 30 de octubre de 1990).
La portada de 'Recoded' fue creada por Anthony Clarkson, quien anteriormente trabajó en Mechanize de 2010, The Industrialist de 2012 y Genexus de 2015.
La mezcla y masterización final de 'Recoded' estuvo a cargo de Damien Rainaud. El trabajo fue producido por el guitarrista, Dino Cazares.

## Antecedentes
"Nuestros seguidores me inspiran a asegurarme de que lo que publico sea de calidad. Quiero sacar material de calidad, para ellos", dijo el fundador y guitarrista, Dino Cazares, hablando sobre el álbum.
"He sido fan de Rhys Fulber desde hace mucho tiempo. Es como los años 80 y Front Line Assembly. Todo el mundo sabe que es el quinto miembro y cuando sucede algo así, es la primera persona a la que llamo. Siendo fan de Tyrant of Death, hizo la remezcla de 'Collapse' llamado 'Empires Fall'. Es jodidamente enfermizo".
"Soy fan de Zardonic. Ha sacado unos discos que me gustan mucho. Rob Gee ha sido amigo de mis representantes desde hace mucho tiempo, lo he visto varias veces y hablamos de hacer algunas remezclas hace años. Surgió esta oportunidad y me acerqué a él. Cada uno tiene una cosa diferente y eso es lo que me gusta".
"Dualized hizo la colaboración con Zardonic para 'I am the Nightrider' y resultó ser una de las mejores canciones del disco. Es una oda al actor real de Jinete Nocturno Vincent Gil. Esa colaboración resultó increíble".

## Recepción de la crítica
Fear Factory se enorgullece de decir que fueron la primera banda de metal extremo en hacer que sus canciones estuvieran disponibles para remezclas de techno, pero la gente ya se preguntaba a principios de 1990: ¿Quién necesita eso? Si quieres escuchar a Fear Factory, deberías optar por los originales, si quieres escuchar sonidos electrónicos, deberías escuchar The Prodigy, Carpenter Brut.

## Lista de canciones
| N.º | Título                                                                                      | Duración |  |
| 1.  | «Adapt or Die» (diseño de sonido de Zardonic, voz de Jake Stern)                            | 0:59     |  |
| 2.  | «Hatred Will Prevail» (Canción Monolith, remix de Rhys Fulber)                              | 5:45     |  |
| 3.  | «Disobey» (Canción Disruptor, remix de Zardonic)                                            | 3:28     |  |
| 4.  | «I am the Nightrider» (Canción Fuel Injected Suicide Machine, remix de Dualized y Zardonic) | 5:53     |  |
| 5.  | «Path to Salvation» (Canción Purity, remix de Rhys Fulber)                                  | 3:55     |  |
| 6.  | «Worthless» (Canción End of Line, remix de Zardonic)                                        | 5:33     |  |
| 7.  | «Empires Fall» (Canción Collapse, remix de Tyrant of Death)                                 | 5:46     |  |
| 8.  | «System Assassin» (Canción Aggression Continuum, remix de Rhys Fulber)                      | 5:15     |  |
| 9.  | «Hypocrisy of Faith» (Canción Manufactured Hope, remix de Rob Gee)                          | 5:30     |  |
| 10. | «This is my Life» (Canción Cognitive Dissonance, remix de Zardonic)                         | 4:35     |  |
| 11. | «Recoded» (Canción Recode, remix de Blush Response)                                         | 6:25     |  |

## Canciones extra de vinilo
| N.º | Título                                                     | Duración |  |
| 12. | «Turbo Factory» (Canción End of Line, remix de Turboslash) | 3:41     |  |
| 13. | «Break Off» (Canción Disruptor, remix de Rhys Fulber)      | 5:50     |  |

Todas las letras escritas por Burton C. Bell. Toda la música escrita por Dino Cazares.